# Mikologija
Mikologija (grč. μύκης, "gljiva") je grana biologije koja izučava gljive, uključujući i njihova genetička i biokemijska svojstva, taksonomiju, uporabu kod ljudi kao lijekove (penicilin), hranu (pivo, vino, sir, jestive gljive) i enteogense, kao i opasnosti koje dolaze od njih, poput trovanja ili infekcije. Mikologija je multidisciplinarna jer proučava građu, metabolizam, biokemiju, ekologiju, evoluciju i sistematiku gljiva, oslanjajući se na metode i rezultate i drugih bioloških disciplina.
Od mikologije je nastala fitopatologija, nauka o bolestima biljaka. Ove dvije grane su i dalje blisko povezane zato što su mnoge gljive biljni patogeni. 
U povijesti je mikologija bila grana botanike (gljive su evolucijski bliže životinjama nego biljkama, ali ovo nije bilo potvrđeno do prije nekoliko desetljeća). Mikolozi pioniri bili su Elias Magnus Fries, Christian Hendrik Persoon, Anton de Bary i Lewis David von Schweinitz. Osoba koja se bavi mikologijom naziva se mikolog.
Danas su najizučavanije gljive plijesni, a eukariotski modelni organizmi Saccharomyces cerevisiae i Schizosaccharomyces pombe.
Mnoge gljive stvaraju toksine, antibiotike i slično. 
Gljive su osnova života na Zemlji u svojoj ulozi simbionta (lišajevi su zapravo simbioza između mahovina i gljiva). Važne su i jer razlažu kompleksne organske biomolekule poput lignina, izdržljive komponente drveta. Igraju i važnu ulogu u globalnom ciklusu ugljika.
Razne gljive i drugi organizmi koji se često svrstavaju u gljive su često ekonomski i sociološki važne, jer neke izazivaju bolesti životinja kao i biljaka. Nauka o patogenim gljivama naziva se medicinska mikologija.

## Galerija
- Ljetni vrganj (Boletus edulis), jestiva vrsta.
- Muhara (Amanita muscaria), poznata otrovna vrsta.
- Zelena pupavka (Amanita phalloidaes), smrtno otrovna vrsta.
- Bljuvara (Russula emetica), otrovna vrsta.
- Kvasac. U gljive ne spadaju samo famozne vrste poput muhare.
- Poznata jestiva vrsta, blagva (Amanita caesarea).